# مديحة شاه
مديحة شاه هي ممثلة باكستانية، ولدت في 8 فبراير 1970 في باكستان.